# Livet är nu (album av Sven-Ingvars)
Livet är nu är ett samlingsalbum av Sven-Ingvars, släppt 16 december 2005  inför bandets 50-årsjubileum som firades kommande år.

## Låtlista

### CD 1
| Nr  | Titel                                                         | Låtskrivare                                       | Längd | Noterbart                                                                                      |
| --- | ------------------------------------------------------------- | ------------------------------------------------- | ----- | ---------------------------------------------------------------------------------------------- |
| 1.  | "Diana"                                                       | Paul Anka                                         | 2.30  | Live i Folkets hus, Slottsbron 1958                                                            |
| 2.  | "Bouna Sera"                                                  | Carl Sagman, Peter de Rose                        | 2.32  | Live i Folkets hus, Slottsbron 1958                                                            |
| 3.  | "Guitar Boogie" (instrumental)                                | Sven-Ingvars                                      | 1.55  | Inspelad i Bonniers Studio 1960                                                                |
| 4.  | "Två mörka ögon"                                              | Bert Månson                                       | 3.01  | Inspelad i KMH Studio                                                                          |
| 5.  | "Fröken Fräken"                                               | Thore Skogman                                     | 2.54  | Inspelad i Metronome Studio, 4 oktober 1964                                                    |
| 6.  | "Sommar och sol är det bästa jag vet" ("Grain de sable")      | Catherine Desage, D.A. Winter, Kerstin Lindén     | 2.19  | Inspelad 1990 i KMH Studio, original: 1970 på Philips                                          |
| 7.  | "Månskensnatt i Åmåtsfors"                                    | Plura Jonsson                                     | 5.16  | 1996, Inspelad i Europa Film Studios                                                           |
| 8.  | "Det var dans bort i vägen"                                   | Helfrid Lambert, Gustaf Fröding                   | 3.30  | Inspelad i EMI Studios, september 1971                                                         |
| 9.  | "Vid din sida"                                                | Ingvar Hellberg                                   | 2.35  | 1975, original: 1966 på Svensk American                                                        |
| 10. | "Högt i det blå"                                              | Per Gessle                                        | 2.59  | 2000, inspelad i Nord Studios                                                                  |
| 11. | "Du är just den jag vill ha" ("I Can't Keep My Hands of You") | Freddie Hart, Svenskspråkig text: Sven-Olof Bagge | 1.54  | Inspelad i Europa Film Studio, september 1970                                                  |
| 12. | "Lilla vackra Anna"                                           | Alf Prøysen, Trad. arr Sven-Ingvars               | 3.46  | 1974, inspelad i KMH Studios                                                                   |
| 13. | "Sommar i Sverige"                                            | Mikael Wendt, Christer Lundh                      | 3.47  | 1994, original: inspelad 1970 (Philips)                                                        |
| 14. | "Farväl till sommaren"                                        | Lars Berghagen                                    | 4.04  | Inspelad i Marcus Music Studio, oktober 1976                                                   |
| 15. | "Min gitarr"                                                  | Trad. Arr. Lars O. Karlsson, text: Thore Skogman  | 2.53  | Inspelad 1990, original: live i Folkets hus, Slottsbron 1958, även inspelad 1964 (Philips)     |
| 16. | "Kyss mej stilla"                                             | Peter LeMarc                                      | 2.47  | 1995, Inspelad i Europa Film Studio                                                            |
| 17. | "Ett litet rött paket"                                        | Owe Thörnqvist                                    | 3.24  | Inspelad i Europa Film Studio, februari 1963, original: live i Folkets hus, Slottsbron 1958    |
| 18. | "Jag vill resa bort (från snö och is)"                        | Little Gerhard, text: Berti Lundkvist             | 2.47  | Inspelad 1974                                                                                  |
| 19. | "Te' dans mä Karlstatösera"                                   | Erik Uppström, Rune Lindström                     | 2.58  | Inspelad i Metronome Studio, 21 oktober 1961                                                   |
| 20. | "Jag ringer på fredag"                                        | Ingvar Hellberg                                   | 5.39  | Inspelad live på Tyrol, Gröna Lund, Stockholm 12 april 2002, original: 1967 på Svensk American |
| 21. | "Byns enda blondin"                                           | Niklas Strömstedt                                 | 4.46  | 1994, inspelad i KMH Studio                                                                    |
| 22. | "Kristina från Vilhelmina"                                    | Rune Wallebom                                     | 3.02  | Inspelad 1990 i KMH Studio, original: 1967 på Svensk American, Nyinspelad 1975 för Philips     |
| 23. | "Anita "                                                      | Text: Gustaf Fröding, Musik: Sven-Erik Magnusson  | 3.55  | Inspelad i EMI Studios, september 1971                                                         |

### CD 2
| Nr  | Titel                                             | Låtskrivare                                                     | Längd | Noterbart |
| --- | ------------------------------------------------- | --------------------------------------------------------------- | ----- | --- |
| 1.  | "Det liv du lever nu"                             | Oscar Magnusson                                                 | 3.27  | Inspelad i Atlantis Studio, november 2005                                                                      |
| 2.  | "Leende guldbruna ögon " ("Beautiful Brown Eyes") | Trad. Arr. Sven-Erik Magnusson Text: Olle Bergman               | 2.49  | Inspelad i Marcus Music Studio, oktober 1976                                                                   |
| 3.  | "Så många mil, så många år"                       | Dan Hylander                                                    | 4.28  | 2000, inspelad i Nord Studios                                                                                  |
| 4.  | "Virus och bakterier"                             | Ingvar Hellberg, Torleif Styffe                                 | 2.29  | 1991, inspelad i KMH Studio                                                                                    |
| 5.  | "Lika ung som då"                                 | Niklas Strömstedt                                               | 3.40  | 1995, Inspelad i Europa Film Studio                                                                            |
| 6.  | "Älskar du mig"                                   | Musik: Sven-Erik Magnusson Text: Py Bäckman                     | 4.20  | 1995, Inspelad i Europa Film Studio/EMI Studios                                                                |
| 7.  | "Spela mera rock"                                 | Östen Warnerbring                                               | 3.00  | Inspelad i Ljudkopia Studio, 1973                                                                              |
| 8.  | "Let's Think About Living"                        | Bordleaux Bryant                                                | 1.53  | Inspelad i Bonniers Studio, 1960                                                                               |
| 9.  | "Tur i kärlek" ("Good Luck Charm")                | Wally Gold, Aaron H. Schroeder Svenskspråkig text: Olle Bergman | 2.16  | Inspelad 1971                                                                                                  |
| 10. | "Marie, Marie" (duett med Staffan Hellstrand)     | Staffan Hellstrand                                              | 2.49  | 1995, Inspelad i Europa Film Studio                                                                            |
| 11. | "Det var i vår ungdoms fagraste vår"              | Trad. arr. Göte Wilhelmson, Text: Sven Paddock                  | 2.56  | Inspelad i Europa Film Studio, 18 januari 1965                                                                 |
| 12. | "En prästkrage i min hand"                        | Msuik: Olof Thiel, Text: Gösta Rydbrandt                        | 2.22  | 1990, inspelad i KMH Studio, originalinspelning: 1965 på Philips                                               |
| 13. | "Önskebrunnen"                                    | Rune Wallebom                                                   | 2.40  | 1990, inspelad i KMH Studio, original: 1967 på Svensk American, Nyinspelad 1975 på Philips                     |
| 14. | "Livet är nu – inte se'n"                         | Msuik: Sven-Erik Magnusson, Text: Olle Bergman                  | 2.32  | 1974 |
| 15. | "Gamla polare"                                    | Bert Månson                                                     | 2.59  | 1994, inspelad i KMH Studio                                                                                    |
| 16. | "Ingen schejk jag är" ("Ich bin kein Lord")       | Henry Mayer, Fini Busch, svenskspråkig text: Sven Lindahl       | 2.39  | Inspelad 1969                                                                                                  |
| 17. | "Du ska tro på mej"                               | Johnny Waard                                                    | 2.56  | Inspelad i Europa Film Studios, 1975, originalinspelad: 1967 på Svensk American                                |
| 18. | "Säg inte nej, säg kanske"                        | Ingvar Hellberg                                                 | 2.43  | Inspelad 1990, originalinspelning: 1965 på Philips                                                             |
| 19. | "Luffarvisa"                                      | Martin Nilsson                                                  | 3.14  | Inspelad 1990, originalinspelning: 1962 på Philips                                                             |
| 20. | "Kom till mej"                                    | Östen Warnerbring, Sven-Erik Magnusson                          | 4.18  | Inspelad i Ljudkopia Studio, september 1973                                                                    |
| 21. | "Torparrock" ("Torparvisa")                       | Gunde Johansson                                                 | 4.27  | 1994, Inspelad i KMH Studios                                                                                   |
| 22. | "Mina sommarskor minns"                           | Lasse Lindbom                                                   | 3.05  | 1995, Inspelad i Europa Film Studio                                                                            |
| 23. | "Börja om från början "                           | Rune Wallebom                                                   | 4.13  | Inspelad live på Tyrol, Gröna Lund, Stockholm 12 april 2002, original: 1958, nyinspelad: 1964, båda på Philips |